# Nowa Wieś (Dąbrowa Białostocka)
Pour les articles homonymes, voir Nowa Wieś.
Nowa Wieś est un village de Pologne, situé dans la gmina de Dąbrowa Białostocka, dans le Powiat de Sokółka, dans la voïvodie de Podlachie.

## Source
- (en) Cet article est partiellement ou en totalité issu de l’article de Wikipédia en anglais intitulé « Nowa Wieś, Sokółka County » (voir la liste des auteurs).